# Opici
Gli Opici erano un antico popolo di ceppo latino-falisco (o protolatino) stanziato nella Campania antica in epoca pre-romana, nel settore che da loro prese il nome di "Opicia".

## Origini e storia
Probabilmente provenienti dalla Puglia e Lucania, si insediarono nell'area nel contesto del primo processo di indoeuropeizzazione dell'Italia peninsulare, quello che portò all'ingresso nella penisola dei Protolatini (II millennio a.C.) e comunque non dopo l'XI secolo a.C.. Erano affini ai vicini Ausoni. Gli Opici arrivarono in Campania dopo aver in un primo momento sospinto i Siculi verso la Sicilia e a loro volta essere stati poi premuti dagli Enotri.
Nei primi secoli del I millennio a.C. furono sopraffatti e assimilati dall'irruzione nella loro area di diverse popolazioni: dapprima gli Etruschi (verosimilmente non indoeuropei) e successivamente nuovi nuclei indoeuropei, questa volta di ceppo osco-umbro: gli Osci, originatisi dai Sabini attraverso un rito di Primavera Sacra. Anche il loro nome fu assorbito dai nuovi venuti, che lo adattarono alla lingua osca (probabilmente nella forma *ops-ci) e lo reinterpretarono, sulla base del tema nominale osco ops- (cfr. latino ops, "risorsa"), come "popolo dei lavoratori", o forse anche "popolo degli adoratori della dea Ops".
La fusione degli Etruschi pre-indoeuropei degli Opici latino-falisci, e degli Osci osco-umbri fu completa, tanto che il termine "opico" continuò ad essere utilizzato come sinonimo di "osco". L'aggettivo corrispondente finì per significare "rozzo, barbaro, incolto" in greco oltre che in latino.
Strabone, nel brano in cui racconta come i futuri Sanniti conquistarono il paese degli Opi, dichiara che questi vivevano "in villaggi"; Dominique Briquel spiega che ciò significa che erano rimasti in una fase preurbana e non conoscevano l'organizzazione in città, segno di civiltà agli occhi dei greci 